# Marmári (Kos)
Marmári (grec moderne : Μαρμάρι) est une localité située dans le dème de Kos, dans le district régional de Kos, dans la périphérie d'Égée-Méridionale, en Grèce.
Selon le recensement de 2021, elle compte 528 habitants.